# Aphis umbrella
Aphis umbrella är en insektsart som först beskrevs av Carl Julius Bernhard Börner 1950.  Aphis umbrella ingår i släktet Aphis och familjen långrörsbladlöss. Enligt den finländska rödlistan är arten nationellt utdöd i Finland. Arten är reproducerande i Sverige. Artens livsmiljö är parker, gårdsplaner och trädgårdar. Inga underarter finns listade i Catalogue of Life.